# 埃米利乌斯桥
埃米利乌斯桥 (Pons Aemilius)，今天称为“断桥”（Ponte Rotto），是意大利罗马最古老的古罗马石桥。此前有一个木桥，在公元前2世纪改建为石桥。它曾经跨越台伯河，连接屠牛广场与特拉斯提弗列。今天仅存一个在河中央的桥拱。

## 历史

### 古罗马
最古老的桥墩可能建于公元前2世纪中叶。 据蒂托·李维记载，在公元前192年，此处已存在一座桥梁。第一座石桥建于公元前179年。桥拱建于公元前142年。

### 中世纪

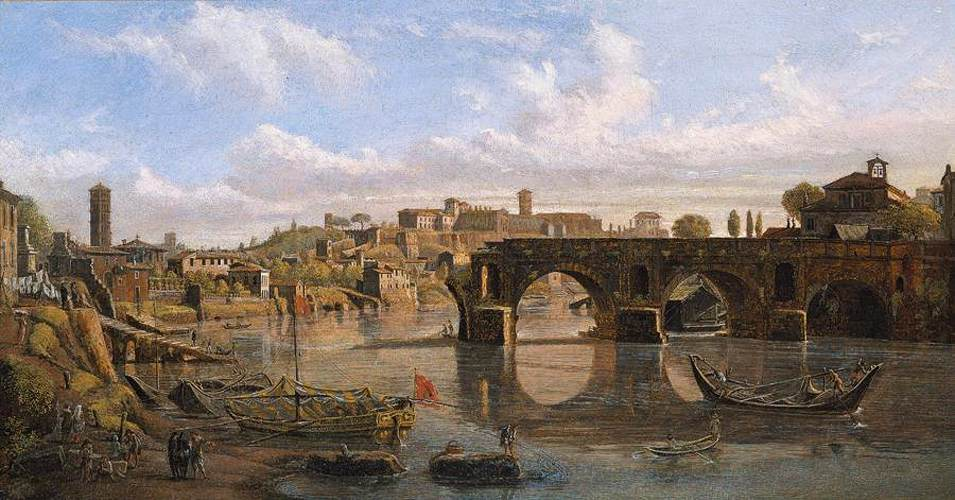

罗马帝国崩溃后，这座桥被洪水损坏了好几次。它在公元1230年首次遭到严重破坏。1887年修建帕拉蒂诺桥时，剩余的一半被拆除，只留下一个桥拱，保存至今。